# ノースリーブス
ノースリーブスは、AKB48旧チームAから選抜され結成された、3人組のアイドルユニットである。略称は、no3b。Mama&Son所属。所属レーベルはエピックレコードジャパン。

## 概要
秋元康のプロデュースである。AKB48は過去に限定での派生ユニットは結成していたが、常設としての派生ユニットの結成はノースリーブスが初である。
メンバーは3人とも、AKB48の1期生であり、デビュー当初はプロダクション尾木に所属していた。2021年7月末ごろ、高橋と峯岸が業務提携していたMama&Son（プロダクション尾木の関連会社）に移籍後は、グループ自体も所属先が変更になった。
ノースリーブスの結成前からAKB48の公演楽曲の「純愛のクレッシェンド」、「Bye Bye Bye」で、ユニットを組んでいた。秋元とプロダクション尾木の社長である尾木徹がAKB48劇場の公演で「純愛のクレッシェンド」を観たことをきっかけに、ノースリーブスが結成された。
ユニット名の由来は、AKB48の主な衣装である制服を脱いでノースリーブに着替えてのデビューであったから。ユニット名の候補は他に「キャミ☆ソウル」、「マイナスA」などがあった。

## メンバー
| メンバー                       | 生年月日               | プロフィール              | AKB48卒業時点での所属チーム        | 担当           | 備考       |
| ------------------------------ | ---------------------- | ------------------------- | ---------------------------------- | -------------- | ---------- |
| 小嶋陽菜 （こじま はるな）     | 1988年4月19日（37歳）  | O型、埼玉県さいたま市出身 | チームA                            | マイペース担当 |            |
| 高橋みなみ （たかはし みなみ） | 1991年4月8日（34歳）   | AB型、東京都八王子市出身  | チームA（AKB48グループ初代総監督） | 真面目担当     | キャプテン |
| 峯岸みなみ （みねぎし みなみ） | 1992年11月15日（32歳） | B型、東京都板橋区出身     | チームK                            | 広報担当       |            |

結成当初、峯岸は小嶋と高橋共に親しかったが、小嶋と高橋の間柄は決して良好ではなく、峯岸が小嶋と高橋の間を取り持った。のちに3人が出演した『メン☆ドル 〜イケメンアイドル〜』の収録を契機に、徐々に小嶋と高橋の仲も良くなり、現在の関係になる。

## 来歴
2008年11月26日（いい風呂の日）に「制服を脱いで秋葉原を飛び出す」をコンセプトにデビューした。
2010年4月30日に『ミュージックステーション』（テレビ朝日系列）に初出演。
2011年1月1日に発売の1stアルバム『ノースリーブス』で、初となるオリコンウィークリーチャート1位を記録。同年11月2日にはディファ有明にて『Yahoo! JAPAN presents ノースリーブス from　AKB48 ライブ』を開催。
2013年1月16日に発売の9thシングル「キリギリス人」以降はCDを発売しておらず、同時期にフジテレビで放送されていたテレビ番組『スナック喫茶エデン』終了後は、ノースリーブス名義での活動はラジオ番組『ノースリーブスの「週刊ノースリー部」』のみで続けていたが、2016年12月25日をもって同番組の放送が終了した。
2016年3月27日、横浜スタジアムで行われた高橋みなみ卒業コンサートに出演し、ノースリーブスとして歌唱。
同年4月8日にAKB48劇場で行われた卒業公演をもって、高橋みなみがAKB48を卒業した。
2017年2月21日、小嶋陽菜の卒業コンサート前夜に国立代々木競技場 第一体育館にて開催された『こじまつり〜前夜祭〜』のセットリストにノースリーブスのコーナーが挿入され、3曲を披露した際に、小嶋が「ノースリーブスは解散しません!」と宣言し、高橋も同日に更新された自身のInstagramで解散しないことを明言した。
同年4月19日にAKB48劇場で行われた卒業公演をもって小嶋陽菜がAKB48を卒業した。
2018年10月、デビュー10周年を迎えるにあたって、単独ライブを開催する事を発表。ライブの開催に先駆けて、2011年に発売された1stアルバム『ノースリーブス』の初回限定盤ジャケットを再現したイベント告知ビジュアルが公開された。
同年11月7日にはニッポン放送で「ノースリーブスのオールナイトニッポン」が放送。10周年当日となる11月26日、EX THEATER ROPPONGIにて10周年記念ライブ『ノースリーブス 10th ANNIVERSARY～丸ごとno3b!!』を開催した。同ライブイベントは会場の1,700席が即日完売となり、応募倍率は27倍に上った。
2021年5月22日、ぴあアリーナMMで開催された『17LIVE presents AKB48 15th Anniversary LIVE 峯岸みなみ卒業コンサート〜桜の咲かない春はない〜』に約2年6か月ぶりに3人揃って出演し、ノースリーブスとしてステージでの歌唱を披露した
同年5月28日にAKB48劇場で行われた峯岸みなみの卒業公演にも3人揃って出演し、これをもってメンバー全員がAKB48を卒業した。
同年7月、高橋と峯岸の所属事務所変更に伴い、プロダクション尾木よりMama&Sonに所属変更。
2022年10月2日放送の『ボクらの時代』（フジテレビ系列）に3人で出演。
2023年8月17日午後3時に、X（旧ツイッター）のアカウントが開設。
同月20日にYouTubeでのライブ配信や上述の公式アカウントにて、15周年記念ライブを開催することが発表された。イベント開催にあたって新たに撮影されたビジュアルも解禁された。
同年11月25日、Zepp Hanedaにて15周年記念ライブ『ノースリーブス 15th Anniversary Live』を開催。
同ライブ内で高橋がキャプテンに任命された。

## 作品

### シングル
| 枚 | リリース日     | 曲名            | 最高位 | 販売形態  | 規格品番                                         | 備考                                       |
| -- | -------------- | --------------- | ------ | --------- | ------------------------------------------------ | ------------------------------------------ |
| 1  | 2008年11月26日 | Relax!          | 13位   | CD CD+DVD | ESCL-3129 ESCL-3127・8                           | 通常盤 初回限定盤                          |
| 2  | 2009年3月18日  | タネ            | 9位    | CD CD+DVD | ESCL-3193 ESCL-3191・2                           | 通常盤 初回限定盤                          |
| 3  | 2009年11月25日 | キスの流星      | 8位    | CD CD+DVD | ESCL-3327 ESCL-3321・2 ESCL-3323・4 ESCL-3325・6 | 通常盤 初回限定盤A 初回限定盤B 初回限定盤C |
| 4  | 2010年4月21日  | Lie             | 5位    | CD CD+DVD | ESCL-3424 ESCL-3418・9 ESCL-3420・1 ESCL-3422・3 | 通常盤 初回限定盤A 初回限定盤B 初回限定盤C |
| 5  | 2010年8月4日   | 君しか          | 6位    | CD CD+DVD | ESCL-3466 ESCL-3460・1 ESCL-3462・3 ESCL-3464・5 | 通常盤 初回限定盤A 初回限定盤B 初回限定盤C |
| 6  | 2011年3月2日   | Answer          | 2位    | CD CD+DVD | ESCL-3656 ESCL-3650・1 ESCL-3652・3 ESCL-3654・5 | 通常盤 初回限定盤A 初回限定盤B 初回限定盤C |
| 7  | 2011年6月29日  | 唇 触れず…      | 3位    | CD CD+DVD | ESCL-3727 ESCL-3721・2 ESCL-3723・4 ESCL-3725・6 | 通常盤 初回限定盤A 初回限定盤B 初回限定盤C |
| 8  | 2011年12月28日 | ペディキュアday | 2位    | CD CD+DVD | ESCL-3796 ESCL-3790・1 ESCL-3792・3 ESCL-3794・5 | 通常盤 初回限定盤A 初回限定盤B 初回限定盤C |
| 9  | 2013年1月16日  | キリギリス人    | 2位    | CD CD+DVD | ESCL-3970 ESCL-3964 ESCL-3966 ESCL-3968          | 通常盤 初回限定盤A 初回限定盤B 初回限定盤C |

### 配信限定
| 枚 | リリース日     | 曲名                 | 名義           | 備考                                                   |
| -- | -------------- | -------------------- | -------------- | ------------------------------------------------------ |
| 1  | 2008年11月1日  | 3seconds             | ペルソナ名義   | 作詞：秋元康、作曲：安部純、編曲：五十嵐宏治、         |
| 2  | 2008年12月19日 | クリスマスプレゼント | ペルソナ名義   | 作詞：秋元康、作曲：酒井ミキオ、編曲：五十嵐宏治、     |
| 3  | 2011年7月6日   | ペロリとペペロ       | 高橋みなみソロ | 作詞：峯岸みなみ、作曲：関屋直樹、編曲：野中“まさ”雄一 |

### アルバム
| 枚 | リリース日   | タイトル       | 最高位 | 販売形態  | 規格品番                                                          | 備考 |
| -- | ------------ | -------------- | ------ | --------- | ----------------------------------------------------------------- | --- |
| 1  | 2011年1月1日 | ノースリーブス | 1位    | CD CD+DVD | ESCL-3541 ESCL-3539・40 ESCL-3530〜32 ESCL-3533〜35 ESCL-3536〜38 | 通常盤 初回限定盤 完全限定盤A（小嶋 feature ver.） 完全限定盤B（高橋 feature ver.） 完全限定盤C（峯岸 feature ver.） |

### ミュージックビデオ
| 年     | ビデオ          | 監督          |
| ------ | --------------- | ------------- |
| 2008年 | Relax!          | セキ★リュウジ |
| 2009年 | タネ            | セキ★リュウジ |
| 2009年 | キスの流星      | 多田卓也      |
| 2010年 | Lie             | 井上哲央      |
| 2010年 | 君しか          | 末吉ノブ      |
| 2011年 | Answer          | 中村太洸      |
| 2011年 | 唇 触れず…      | 釘生悠伺      |
| 2011年 | ペディキュアday | 中村太洸      |
| 2013年 | キリギリス人    | ウスイヒロシ  |
| 2013年 | いーんじゃね?   | A.T.          |

## タイアップ
| 楽曲                 | タイアップ | 収録作品                                 |
| -------------------- | --- | ---------------------------------------- |
| 3seconds             | テレビ東京系ドラマ24『メン☆ドル 〜イケメンアイドル〜』劇中歌                                                                                   | 配信限定シングル「3seconds」             |
| Relax!               | テレビ東京系 ドラマ24『メン☆ドル 〜イケメンアイドル〜』主題歌                                                                                  | 1stシングル「Relax!」                    |
| クリスマスプレゼント | テレビ東京系 ドラマ24『メン☆ドル 〜イケメンアイドル〜』劇中歌                                                                                  | 配信限定シングル「クリスマスプレゼント」 |
| タネ                 | 独立UHF局アニメ『鉄腕バーディー DECODE:02』エンディング・テーマ                                                                                | 2ndシングル「タネ」                      |
| キスの流星           | TBS系『ランク王国』2009年12月度・2010年1月度オープニング・テーマ                                                                               | 3rdシングル「キスの流星」                |
| Lie                  | TBS系『有吉AKB共和国』エンディング・テーマ | 4thシングル「Lie」                       |
| 君しか               | KDDI au LISMOオリジナルドラマ『言霊の女たち。』主題歌 『汐留博覧会2010』テーマソング 日本テレビ系『ジャック10』2010年8月度エンディング・テーマ | 5thシングル「君しか」                    |
| Answer               | 読売テレビ制作・日本テレビ系アニメ『べるぜバブ』エンディング・テーマ                                                                           | 6thシングル「Answer」                    |
| 明後日、ジャマイカ   | KDDI au LISMOオリジナルドラマ『続・言霊の女たち。』主題歌                                                                                      | 7thシングル「唇 触れず…」                |
| キリギリス人         | フジテレビ『スナック喫茶エデン』エンディングテーマ                                                                                             | 9thシングル「キリギリス人」              |
| いーんじゃね?        | 日本テレビ『メグたんって魔法つかえるの?』主題歌                                                                                                | 9thシングル「キリギリス人」              |

## コンサート

### ライブイベント
| 公演年 | タイトル                                                                 | 日程・会場                                         |
| ------ | ------------------------------------------------------------------------ | -------------------------------------------------- |
| 2008年 | 「Relax!」プレ・リリース・イベント                                       | 10月18日 お台場メディアージュ                      |
| 2008年 | Thanx！Relax！                                                           | 11月26日 東京ドームシティ ラクーアガーデンステージ |
| 2011年 | 「Answer」発売記念イベント                                               | 3月2日 SHIBUYA-AX                                  |
| 2011年 | 「唇 触れず…」発売記念イベント                                           | 6月30日 恵比寿ガーデンホール                       |
| 2011年 | ノースリーブス6thシングル発売記念特別公演〜丸ごとno3b！！〜 「Answer」編 | 8月10日 横浜BLITZ                                  |
| 2011年 | Yahoo! JAPAN presents ノースリーブス from AKB48 スペシャルライブ         | 11月2日 ディファ有明                               |
| 2012年 | 「ペディキュアday」発売記念イベント                                      | 1月4日 Zepp Tokyo                                  |
| 2013年 | 「キリギリス人」発売記念イベント                                         | 1月19日 ディファ有明                               |
| 2018年 | ノースリーブス 10th ANNIVERSARY〜丸ごとno3b！！                          | 11月26日 EXシアター六本木                          |
| 2023年 | ノースリーブス 15th Anniversary Live                                     | 11月25日 Zepp Haneda                               |

### 客演ライブイベント
| 公演年 | タイトル                                                         | 日程・会場                                        |
| ------ | ---------------------------------------------------------------- | ------------------------------------------------- |
| 2010年 | 第126回明大祭                                                    | 10月31日 明治大学                                 |
| 2011年 | a-nation 10th Anniversary for Life Charge ▶ Go! ウイダーinゼリー | 8月13日 名古屋市・ポートメッセなごや 野外特設会場 |
| 2011年 | 「MUSIC JAPAN」公開収録イベント                                  | 12月5日 NHKホール                                 |

## 出演

### 情報番組・バラエティ
- ハリセンボンのミーハー魂！応援バラエティ ランキング・セレナーデ！（2009年2月28日 - 3月21日、MUSIC ON! TV） - コーナー「ノースリーブスのランキングセレターネ！」[44]
- PON!（2010年4月2日 - 2011年3月25日、日本テレビ） - 曜日企画コーナー金曜日レギュラー
- スナック喫茶エデン（2012年10月22日 - 2013年3月25日、フジテレビ）[45]

### 音楽番組
- ノースリーブス スペシャル（2012年1月6日、スペースシャワーTVプラス）[46]
- ノースリーブス 10th ANNIVERSARY〜丸ごとno3b!!〜 独占生中継（2018年11月26日、BSスカパー!）[47]

### テレビドラマ
- メン☆ドル 〜イケメンアイドル〜（2008年10月11日 - 12月27日、テレビ東京） - 主演

### WEBドラマ
- 言霊の女たち。（2010年7月5日 - 26日、KDDI au LISMO） - 主演
- 続・言霊の女たち。（2011年6月3日 - 24日、KDDI au LISMO） - 主演

### ラジオ
- ノースリーブスの「週刊ノースリー部」（2009年10月10日 - 2016年12月25日、ニッポン放送）[48]
- 高橋みなみ・小嶋陽菜・峯岸みなみ・ノースリーブスのオールナイトニッポンR（2009年11月28日・2010年4月23日、ニッポン放送）[49]
- ノースリーブスのオールナイトニッポン（2010年12月29日・2018年11月7日、ニッポン放送）[50][51]
- ノースリーブスのオールナイトニッポン0（2023年11月5日、ニッポン放送）[52]

### 広報・キャンペーン
- シダックス・コミュニティー レストランカラオケSHIDAX 「2011年は、ノースリーブスから始めよう!!」キャンペーン（2011年2月1日 - 28日）[53]

### ネット配信
- 言霊の女たち。～お悩み相談室！（2010年7月22日、USTREAM）[54]